# 经济观察报
《经济观察报》（The Economic Observer）是山东三联集团有限责任公司投资人民币4000万元、2001年4月16日在北京创刊的经济类周报。每逢周一出版发行。目前每期售价是人民币五元、港币10元。现任社长、总编辑刘坚，执行总编辑文钊。2021年4月28日，经济观察报主管主办单位由山东三联集团有限责任公司改為济南日报报业集团。